# Потебня, Андрей Афанасьевич
Андре́й Афана́сьевич Потебня́ (укр. Андрій Опанасович Потебня; 31 августа 1838, Перекоповка Полтавской губернии — 4 или 5 марта 1863, близ Песковой Скалы) — российский революционер, участник польского восстания 1863, младший брат филолога Александра Потебни.

## Биография
Родился в селе Перекоповка Полтавской губернии (ныне Роменский район Сумской области). В 1856 году окончил Константиновский кадетский корпус. Служил в Шлиссельбургском полку подпоручиком. В 1862 году был одним из организаторов революционного комитета русских офицеров в Польше. Летом того же года, покинув полк, перешёл на нелегальное положение. Был близок с «Землёй и Волей». 3 (15) июня 1862 года в варшавском парке совершил неудачное покушение на бывшего наместника Царства Польского А. Н. Лидерса, ранив того выстрелом в спину из пистолета. Пуля попала в шею, не задев жизненно важных органов. Лидерс крикнул убегающему Потебне: «Подлец стреляет сзади!» — и, зажав рану рукой, самостоятельно смог вернуться во дворец.
Потебня же, покинув место происшествия, через несколько недель уехал в Лондон, где встречался с представителями русской эмиграции, в частности с А. И. Герценым и Н. П. Огарёвым. В сентябре 1862 года сумел наладить контакт с представителями ЦНК, провел несколько встреч с А. Гиллером и З. Падлевским.
В начале февраля 1863 года вернулся в Царство Польское, принимал участие в Польском восстании 1863 года, служил в отряде генерала Мариана Лангевича.
Точно неизвестно, где погиб Потебня. По одной версии, он был тяжело ранен в битве под Песковой Скалой и скончался в тот же вечер, по другой, он был убит на следующий день в бою под Скалой.